# Saint Kitts és Nevis
Saint Christopher és Nevis Államszövetség (angolul: The Federation of Saint Christopher and Nevis) egy karib-tengeri szigetállam. Az ENSZ, a Nemzetközösség és az Amerikai Államok Szervezete tagja.
A kettős elnevezés magyarázata az, hogy a sziget korábbi neve San Cristobal (Szent Kristóf) volt, amelyet a 17. században ide települő brit lakosok átvettek Saint Christopher alakban. A Kit vagy Kitt a Christopher egyik becézett alakja volt. A „Saint Kitt's island” (kb. Szent Kristi szigete) név rövidült végül „Saint Kitts”-re. Az állam alkotmányában és kormányzati honlapján is mindkét név szerepel.

## Földrajz

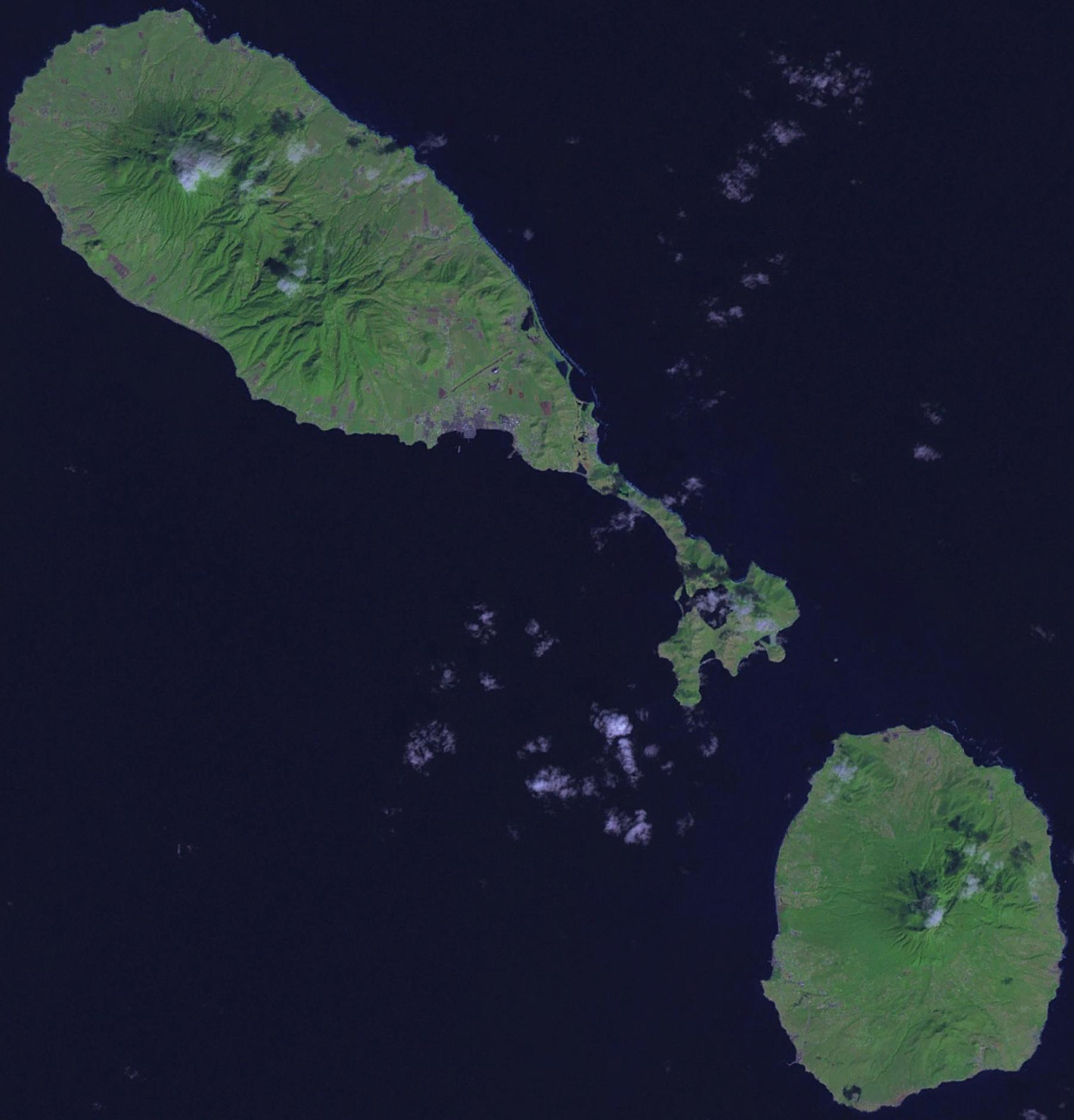
A szigetek műholdas képe

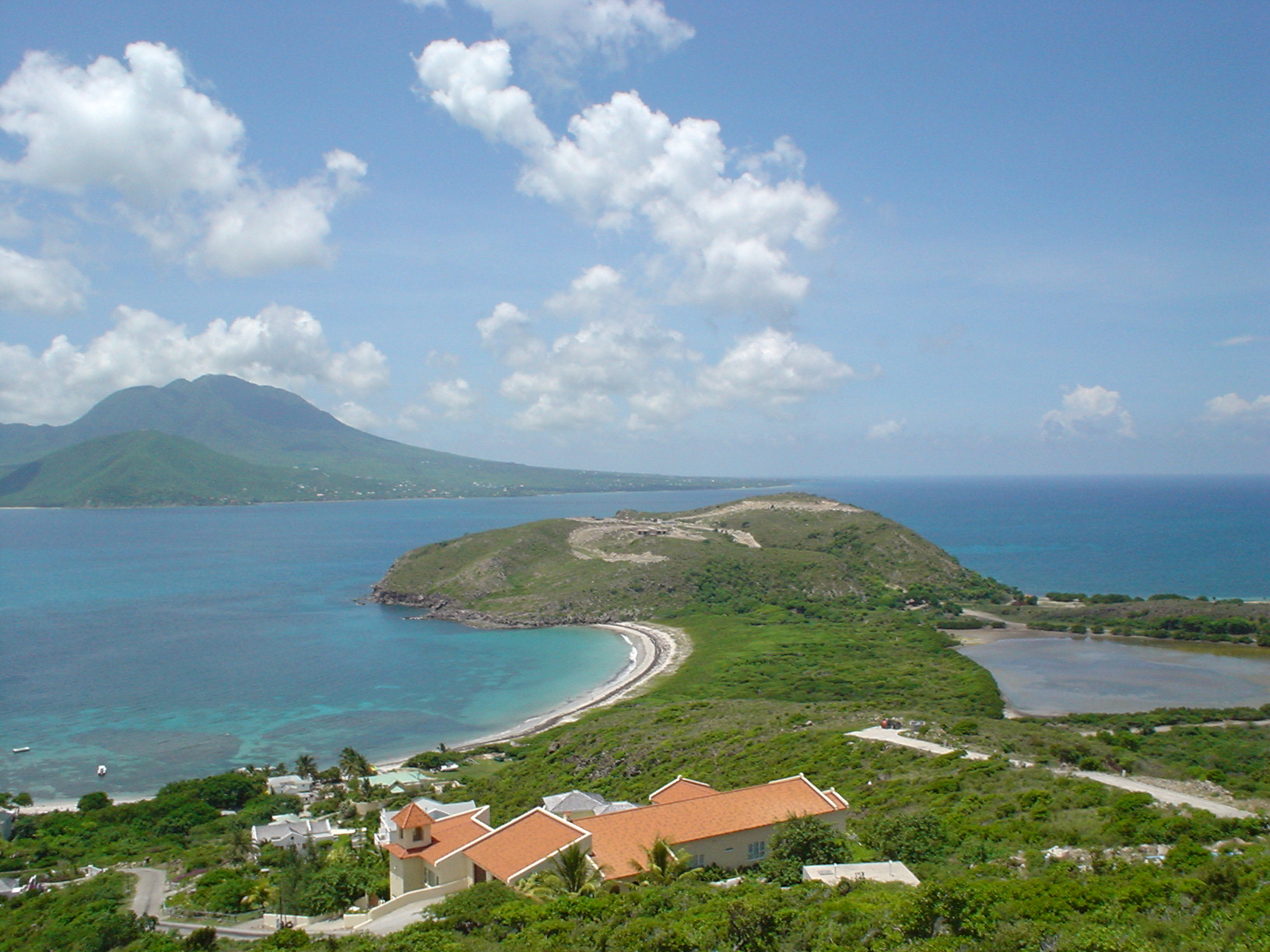
Nevis szigete Saint Kittsről nézve

### Domborzat
A Kis-Antillákhoz  tartozó, Szélcsendes-szigeteken (Leeward Islands) található St. Kitts (St. Christopher) és Nevis két vulkanikus eredetű, vízben gazdag, hegyes sziget, egymástól 3 km távolságra.

## Történelem
Az európaiak érkezése előtt 500 éven keresztül indiánok lakták a szigetet. Utolsónak a kalinago nép érkezett háromszáz évvel az európaiak előtt. A kalinagók nem akadályozták az európaiak letelepedését Saint Kitts szigetén, míg az európaiak korábbi kísérletei más szigeten úgy végződtek, hogy az indiánok azonnal elpusztították telepeiket.
Kolumbusz Kristóf fedezte fel 1493-ban, második útján, az indiánok által lakott szigeteket. 1623-ban angol, egy évvel később francia telepesek szállták meg az országot, és kiirtották az őslakosokat. Az angolok gyarmatosították, Franciaország azonban  a 18. században elvitatta tőlük és megalapította a fővárost, Basseterre-t. A két sziget és a valamivel távolabbra eső Anguilla szigete egyetlen brit gyarmatként egyesült, majd 1967-ben belső önkormányzatot kapott. Ez viszont utóbbi sziget lakosságának nem tetszett és Anguilla kikiáltotta függetlenségét, ám ekkor Nagy-Britannia beavatkozott és visszaállította rajta a gyarmati kormányzást. St. Christopher – Nevis 1983-ban függetlenné vált.
Bár a két sziget kicsi és csak 2 mérföld (3 km) víz választja el őket, jogi helyzetük különböző volt a 19. század végéig, amikor a britek erővel egyesítették őket Anguilla szigetével. Saint Kitts és Nevis viszonya a mai napig feszült, Nevis lakói azzal vádolják Saint Kitts vezetését, hogy figyelmen kívül hagyja érdekeiket, ezért Nevis önálló államot akar létrehozni.

## Államszervezet és közigazgatás

### Alkotmány, államforma
Saint Kitts és Nevis államformája szövetségi alkotmányos monarchia, perszonálunióban áll az Egyesült Királysággal és az összes többi nemzetközösségi királysággal. Államfője 2022 óta III. Károly brit király.
Saint Kitts és Nevis két szövetségi államból, illetve alkotmányos országrészből áll, Saint Kittsből és Nevisból. Saint Kittsnek nincs saját végrehajtó vagy törvényhozó testülete, mivel Saint Kitts és Nevis föderatív vezetése látja el a központi sziget (Saint Kitts) vezetését is. Nevisnek külön végrehajtó és törvényhozó testülete van.
2023 májusában, III. Károly király koronázási ünnepsége kapcsán nyilvánította ki a szigetállam azt az igényét, hogy függetlenné válnának a Monarchiától. Bejelentették egyben, hogy tárgyalásokat kezdenek annak érdekében, hogy váljanak köztársasággá és ne az aktuális brit király legyen az ottani államfő, valamint azt is elvárják, hogy Nagy-Britannia kérjen bocsánatot az országtól a több évszázadon át tartó rabszolga-kereskedelemért. Saint Kitts és Nevis volt ugyanis az első karibi szigetcsoport, ahova a 17. században megérkeztek az angol gyarmatosítók. Az állam mai területét börtönszigetnek használták és rabszolgákat vittek onnan a brit birodalom többi részére. A rabszolgatartást később eltörölték, de az ország így is csak 1983-ban lett független az Egyesült Királyságtól.

### Törvényhozás, végrehajtás, igazságszolgáltatás
Az országgyűlés 11, ötévenként választott és 3 vagy 4 megbízott tagból áll. Minden nagykorú állampolgárnak szavazati joga van. Az ország uralkodója a brit király, akit a főkormányzó képvisel a szigeteken. Utóbbi bízza meg a parlamenti többséggel rendelkező miniszterelnököt, aki a parlamentnek felelős kormányt alakít. Nevisnek külön törvényhozó és végrehajtó testülete van.

### Közigazgatási beosztás
Az országot első szinten 2 állam (Saint Kitts, Nevis), második szinten pedig 14 parókia alkotja:
| Sorszám | Parókia                     | Terület (km²) | Lakosság (fő) | Népsűrűség (fő/km²) |
| ------- | --------------------------- | ------------- | ------------- | ------------------- |
| 1       | Christ Church Nichola Town  | 18,6          | 2059          | 111                 |
| 2       | Saint Anne Sandy Point      | 12,8          | 3 140         | 245                 |
| 3       | Saint George Basseterre     | 28,7          | 13 220        | 461                 |
| 4       | Saint George Gingerland     | 18,5          | 2 568         | 139                 |
| 5       | Saint James Windward        | 31,1          | 1836          | 59                  |
| 6       | Saint John Capisterre       | 24,8          | 3 181         | 128                 |
| 7       | Saint John Figtree          | 21,3          | 2 922         | 137                 |
| 8       | Saint Mary Cayon            | 15,1          | 3 374         | 223                 |
| 9       | Saint Paul Capisterre       | 13,8          | 2 460         | 178                 |
| 10      | Saint Paul Charlestown      | 3,5           | 1820          | 520                 |
| 11      | Saint Peter Basseterre      | 20,7          | 3 472         | 168                 |
| 12      | Saint Thomas Lowland        | 18,1          | 2 035         | 112                 |
| 13      | Saint Thomas Middle Island  | 24,3          | 2 332         | 96                  |
| 14      | Trinity Palmetto Point      | 15,4          | 1692          | 110                 |
|         | St. Kitts és Nevis összesen | 269,6         | 46 111        | 171                 |

## Nevis
Nevis Saint Kitts és Nevis autonómiával rendelkező tartománya, saját törvényhozó testülete, parlamentje és kormánya van. Nevis első számú vezetője a nemzetközösségi királyságok királya, akit az ország főkormányzója képvisel. Saint Kitts és Nevis főkormányzójának Nevis vezetésére saját helyettese van, a Saint Kitts és Nevis-i főkormányzó jelenlegi nevisi helyettese Eustace John. Nevis kormányfője a főminiszter, jelenleg Joseph Parry.
Nevis fővárosa Charlestown. Nevist öt parókiára osztják:
- Saint Paul Charlestown
- Saint Thomas Lowland
- Saint George Gingerland
- Saint James Windward
- Saint John Figtree

## Népesség

### Népességének változása
| Lakosok száma | 51 197 | 48 355 | 44 328 | 43 704 | 42 294 | 41 009 | 43 885 | 47 679 | 51 731 | 46 922 |
|               | 1960   | 1966   | 1972   | 1978   | 1984   | 1991   | 1997   | 2003   | 2009   | 2025   |

### Általános adatok
Az országnak a legutóbbi népszámlálás szerint 51 300 lakosa volt. Saint Kitts és Nevis lakossága enyhén fogy. A kivándorlásokat a lakosságszámhoz képest magas születésszám ellensúlyozza. 2006 és 2010 között 1817 ember költözött külföldre, többségük az Egyesült Államokba emigrált.

### Legnépesebb települések

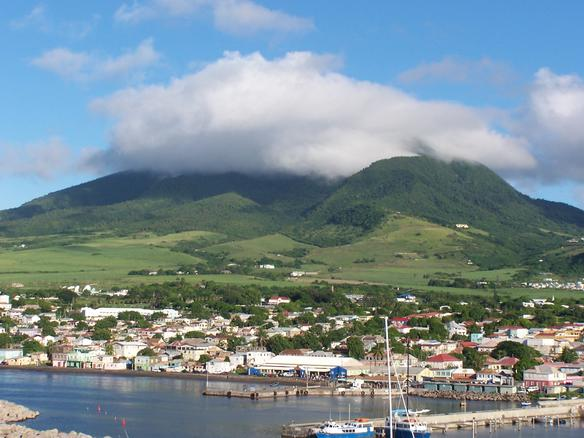
Basseterre

| St. Kitts és Nevis települései |               |          |                            |
| Rangsor                        | Név           | Lakosság | Körzet                     |
| 1.                             | Basseterre    | 12 920   | Saint George Basseterre    |
| 2.                             | Charlestown   | 1538     | Saint Paul Charlestown     |
| 3.                             | Saint Paul's  | 1183     | Saint Paul Capisterre      |
| 4.                             | Sadlers       | 986      | Saint John Capisterre      |
| 5.                             | Middle Island | 887      | Saint Thomas Middle Island |
| 6.                             | Tabernacle    | 789      | Saint John Capisterre      |
| 7.                             | Cayon         | 788      | Saint Mary Cayon           |
| 8.                             | Sandy Point   | 780      | Saint Anne Sandy Point     |
| 9.                             | Mansion       | 690      | Christ Church Nichola Town |
| 10.                            | Dieppe Bay    | 593      | Saint John Capisterre      |
| 11.                            | Monkey Hill   | 592      | Saint Peter Basseterre     |
| 12.                            | Boyd's        | 591      | Trinity Palmetto Point     |
| 13.                            | Gingerland    | 493      | Saint George Gingerland    |
| 14.                            | Newcastle     | 492      | Saint James Windward       |
| 15.                            | Fig Tree      | 395      | Saint John Figtree         |
| 16.                            | Cotton Ground | 381      | Saint Thomas Lowland       |

### Etnikai, nyelvi, vallási megoszlás
Az ország hivatalos nyelve az angol, de elterjedt a pidzsin nyelvek közé tartozó Saint Kitts-i kreol nyelv is.
Az ország etnikai összetétele: fekete (90,4%), mulatt (5%), dél-ázsiai (3%), fehér (1%).
Az ország lakosságának 36%-a anglikán egyház híve. További felekezetek: metodista (32%), katolikus (11%), egyéb (21%).

## Gazdasága

### Gazdasági ágazatok

#### Mezőgazdaság
Alapja a mezőgazdaság. Fő kincse a cukornád, így nem véletlen, hogy a főváros legnagyobb ipari létesítménye az északkeleti részen épült cukorgyár. Az ország 58 km hosszú vasútvonalát az üzem ellátására, illetve a cukor, gyapot és a trópusi gyümölcsök kivitelének megkönnyítése érdekében fektették le.

## Telekommunikáció
| Hívójel prefix | V4 |
| ITU zóna       | 11 |
| CQ zóna        | 8  |

## Kultúra

### Kulturális intézmények

#### Kulturális világörökség
A kulturális világörökség része Brimstone Hill Fortress Nemzeti Park. Az egyik legjobb állapotban megmaradt erőd Amerika gyarmatosításának idejéből. Brit hadmérnökök vezetésével rabszolgák építették.

### Szólásszabadság
Az államban erősen korlátozott a szólásszabadság. Szimpla káromkodásért is letartóztathatják az embert, ami miatt később bíróság elé kell állnia.

### Gasztronómia
A szigetek jó minőségű talajjal rendelkeznek, így az élelmiszerek nemcsak a halászatból származnak. Fő hozzávalók a konyhán a kecskehús, a hal és a tengergyümölcsei. Saint Kitts és Nevis nemzeti étele egy helyi kecskepörkölt, amelyhez a hús mellé paradicsomot, papayát és kenyérfagyümölcsöt is adnak. A másik közkedvelt étel a pelau, amely baromfihúsból, sertésfarokból és sózott halból készül zöldséges rizzsel és galambborsóval. A konkia nevű fogás hasonlít a mexikói tamaléhoz, de annyiban különbözik tőle, hogy nem tésztába töltik, hanem kukoricaliszttel, reszelt burgonyával, kókuszdióval, tökkel és néhány másik összetevővel keverik össze.
Az édességek viszonylag egyszerűek. Alapanyagaik a guáva, cukor, trópusi gyümölcsök és tamarindusz.
Az italok közül itt is elmaradhatatlan a rum, mint ahogy minden karibi országban. A Brinley Gold Company nevű cég különleges rumot gyárt Saint Kittsen, amit kávéval, mangóval és vaníliával ízesit. A szigetek nemzeti itala viszont nem a rum, hanem a cukornádból párolt Cane Spirits Rothschild nevű pálinka.
Nevis szigetén szokás, hogy a falvak lakói pénteken és szombaton esténként közös főzésekre gyűlnek össze, amely a helyi társasági élet alapvető eleme.

## Sport

### Krikett
Az országban igen népszerű a krikett; Saint Kitts és Nevis az egyik tagja a több kis országot tömörítő, többszörös világbajnok karib-térségi krikettválogatottnak is. A térségben működő Caribbean Premier League (CPL) nevű Húsz20-as krikettbajnokság helyi képviselője a St Kitts & Nevis Patriots.

## Ünnepek
- január 1.: újév
- január 2.: újév másnapja
- március/április:húsvét
- május 1.: a munka ünnepe
- június: pünkösd
- június 9.: Reina Királynő születésnapja
- augusztus 1.: augusztusi fesztivál
- szeptember 19.: a függetlenség napja
- december 25.: karácsony